# Jean Camille Cipra
Jean Camille Cipra (né le 16 avril 1892 à Pilsen en royaume de Bohême et décédé le 10 avril 1952 à Paris 15e,) est un artiste peintre tchèque.

## Biographie
Jean Camille Cipra est originaire de Tchécoslovaquie et a vécu à Bourges après avoir immigré en France. Il a exposé plusieurs fois au Salon des indépendants en présentant des paysages et des marines et au Salon d'automne. 
Il est connu pour ses paysages de la Loire, de Bourgogne, et pour ses belles scènes côtières en Bretagne et en Normandie.
En 1929, il expose à la Galerie Barreiro des aquarelles de Bohème et de Vendée, des marines, des peintures d'animaux et des paysages de Bohème en hiver ainsi que des vues de la Loire.

## Œuvres
- Paysage de Loire, Musée de la Loire, Cosne-Cours-sur-Loire.

## Expositions
- Jean-Camille Cipra (1893-1952), Une œuvre multiple. Musée municipal de La Charité-sur-Loire, du 7 juin au 30 septembre 2006.

## Source
- Musée de la Loire, Cosne-Cours-sur-Loire.